# Мец (футбольний клуб)
Мец (фр. Football Club de Metz) — французький футбольний клуб з однойменного міста. У сезоні 2013/14 здобув право виступати у французькій Лізі 1, домашні матчі проводить на стадіоні Сен-Симфор'єн, що здатний вмістити 26,6 тисяч вболівальників.

## Досягнення

### Національні
- Чемпіонат Франції
  -  Срібний призер (1): 1998.

- Ліга 2
  -  Чемпіон (3): 1934/35, 2006/07, 2013/14.

- Кубок Франції
  -  Переможець (2): 1984, 1988.
  -  Фіналіст (1): 1938.

- Кубок Французької ліги
  -  Переможець (2): 1986, 1996
  -  Фіналіст (1): 1999.

- Чемпіонат Лотарингії
  -  Чемпіон (8): 1920, 1921, 1922, 1924, 1926, 1927, 1929, 1931

### Міжнародні
- Кубок Інтертото
  -  Фіналіст (1): 1999.

## Відомі гравці
- Міралем П'янич
- Рігобер Сонг
- Робер Пірес
- Емануель Адебайор
- Папісс Сіссе
- Каліду Кулібалі
- Садіо Мане
- Луї Саа
- Сільвен Вільтор
- Франк Рібері
- Флоран Малуда
- Фарід Мондрагон
- Мамаду Ньянг